# Horch 8

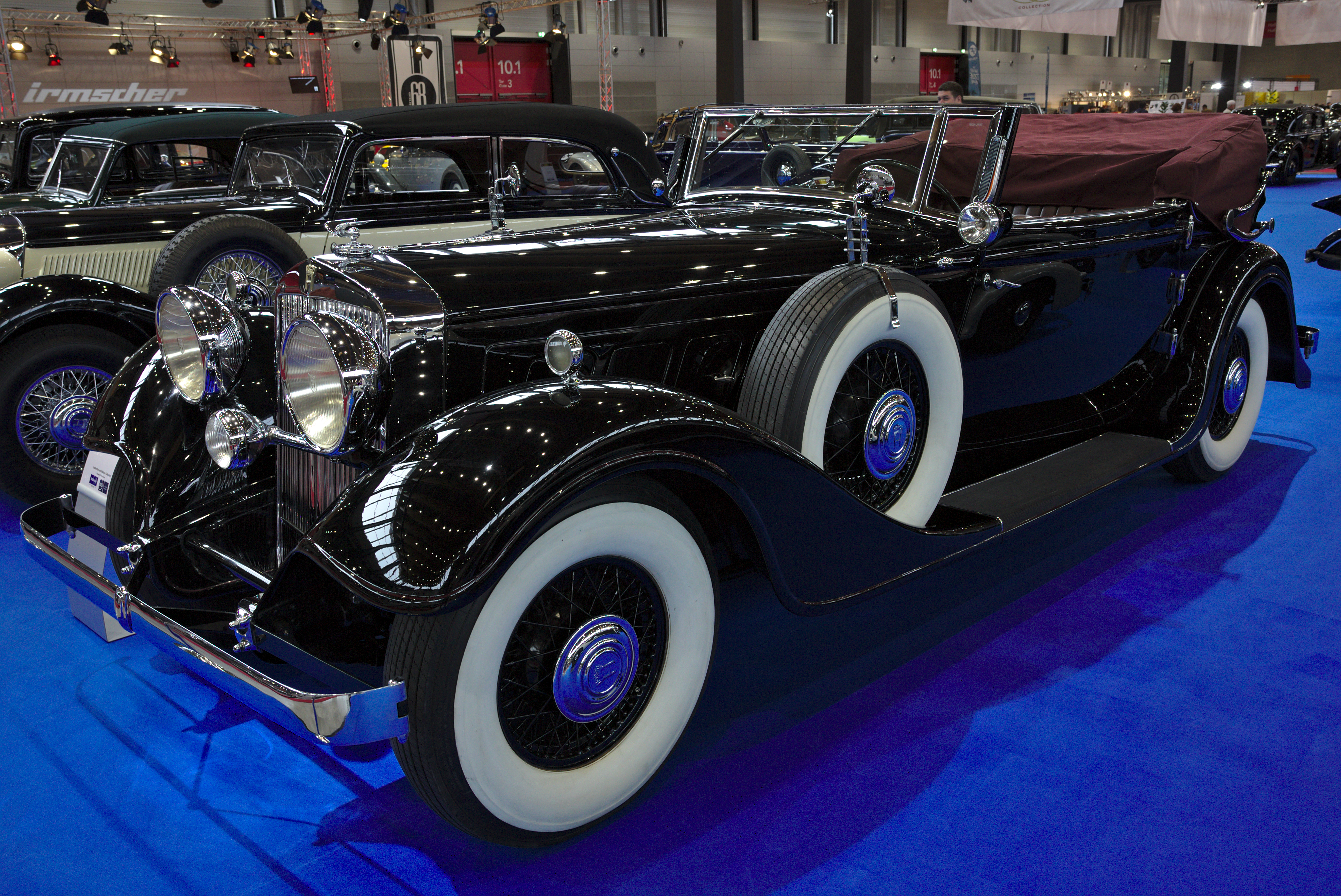
Horch 8, model 780

Horch 8 byl luxusní automobil s osmiválcovým řadovým motorem, který vyráběla od roku 1926 do roku 1935 firma Horch Werke AG ve Zwickau (od června 1932 součástí koncernu Auto Union). Prvním sériově vyráběným automobil byl model 1926 Horch 12/60 PS (typ 303) s osmiválcovým motorem a brzdami s posilovačem Bosch Dewandre.

## Historie
Šéfkonstruktér firmy Horch, Paul Daimler, syn Gottlieba Daimlera, který pracoval jako technický ředitel společnosti Argus Motoren v Berlíně pro závod ve Zwickau, která vlastnila většinu akcií firmy Horch. V roce 1929 byl postaven model s  3,2litrovým motorem s dvojitým rozvodem OHCi (DOHC). Motor měl pětkrát uloženou klikovou hřídel.
Model Horch 303 s 60 hp byl první typ řady a byl následován modelem s motorem o obsahu 2,6 litru čtyřválcovým Horch 10/50 hp (10 M 25). Vůz měl čtyřstupňovou převodovkou s řadicí pákou uprostřed vozu s pohonem zadních kol. Vyráběl se v několika modelech: jako šestimístný cestovní vůz, jako limuzína Pullman a jako kabriolet. V roce 1927 se začal vyrábět model 304 s krátkým podvozkem jako kabriolet. Ve stejném roce byly modely nahrazeny typy 305 a 306 s motory se zvětšeným obsahem na 3,4 litru a s výkonem 65 koní.
V roce 1928 do vozu začal být montován do 4litrový motor o výkonu 80 koňských sil. Až do roku 1930 byl označován jako typ 350. Na pařížském autosalonu 1930 uvedla firma Horch dva modely: Horch 400 s čtyřlitrovým motorem DOHC s výkonem 80 k a sedmimístná limuzína Pullman Horch 500 s novým pětilitrovým motorem o výkonu 100 k.
V roce 1929 opustil Paul Daimler konstrukci motoru se dvěma vačkovými hřídeli zjednodušeným designem s ohledem na probíhající celosvětovou hospodářskou krizi. Vývoj motorů Horch byl převeden do závodu ve Zwickau. Nový motor, navržený Fritzem Fiedlerem, byl osmiválec s jednou vačkovou hřídelí. Kliková hřídel byla nyní uložena desetinásobně. "Levným" modelem byl typ 430 z let 1931-1932 s 3litrovým motorem a výkonem 65 koní. Dále byly dodávány modely s 4litrovými motory s výkonem 80 k (typy 410 a typ 440, od 1932 označován jako typ 710). Kromě toho byly vyráběny modely s motorem o obsahu 4,5 litru a výkonu 90 k, (typ 420, typ 450 a typ 470, od 1932 typ 720, typ 750 a typ 750 B). Nejvyššími modely byly vozy s motorem s objemem 5 litrů a výkonem 100 koní. Jednalo se o modely typ 480 a typ 500/500 A (od 1932 Typ 500 B, typ 780 a typ 780 B).
Do roku 1935 bylo vyrobeno přibližně 12 000 vozů. Nástupnickým modelem byl automobil Horch 850/951 s osmiválcovým řadovým motorem a v roce 1933 model Horch 830/930. Jubilejní 25 000. vůz Horch s osmiválcovým motorem byl slavnostně dodán ve Zwickau dne 25. července 1937.

## Konkurence
Firma Mercedes-Benz konkurovala vozům Horch 8 svým modelem Mercedes-Benz W 08. V období mezi lety 1928 a 1939 bylo vyrobeno 3 824 vozů Mercedes W 08. Firma Horch prodala v letech 1926 až 1934 přibližně 12 000 vozů Horch 8.